# Herbert Vorgrimler
Herbert Vorgrimler (ur. 4 stycznia 1929 we Fryburgu Bryzgowijskim, zm. 12 września 2014 w Münster) – niemiecki teolog katolicki, sekretarz i współpracownik Karla Rahnera. Doktoryzował się u Rahnera w 1958 roku. Od 1968 roku wykładał dogmatykę na wydziale teologicznym uniwersytetu w Lucernie. W 1972 zastąpił Rahnera na uniwersytecie w Münster (wykładał dogmatykę i historię dogmatów). Autor wielu prac z dziedziny dogmatyki.

## Publikacje
- Das Zweite Vatikanische Konzil. Dokumente und Kommentare. 3 Ergänzungsbände zum LThK (Lexikon für Theologie und Kirche). Schriftleitung H. Vorgrimler; Herder, Freiburg i.Br. 1966-1968
- K. Rahner / H. Vorgrimler: Kleines Konzilskompendium. Herder, Freiburg i.Br. 1966, (35. Auflage 2008), ISBN 3-451-27735-2 (ISBN 3-451-29991-7)
- K. Rahner / H. Vorgrimler: Kleines Theologisches Wörterbuch. Herder, Freiburg i.Br. 1961, (neu bearbeitet mit Kuno Füssel seit 10. Auflage 1976), ISBN 3-451-08841-X
- Der Tod im Denken und Leben des Christen. 2. Auflage, Patmos, Düsseldorf 1980, ISBN 3-491-77391-1
- Buße und Krankensalbung. In: Handbuch der Dogmengeschichte, Band IV/3. Herder, Freiburg i. Br. 1978, ISBN 3-451-00730-4
- Hoffnung auf Vollendung. Aufriß der Eschatologie. 2. Aufl. 1984, Freiburg i. Br. 1980, ISBN 3-451-02090-4
- Wir werden auferstehen. 3. Aufl., Herder, Freiburg i. Br. 1984, ISBN 3-451-07888-0
- Jesus – Gottes und des Menschen Sohn. Herder, Freiburg i. Br. 1984, ISBN 3-451-08107-5
- Theologische Gotteslehre. Patmos, Düsseldorf 1985, 3. Auflage 1992, ISBN 3-491-69053-6
- Sakramententheologie. Patmos, Düsseldorf 1987, 3. Auflage 1992, ISBN 3-491-69052-8
- Geschichte der Hölle. 2. Aufl., Fink, München 1994, ISBN 3-7705-2848-4
- Gottesgedanken – Menschenwege. Meditationen und theologische Besinnungen. Oros, Altenberge 1996, ISBN 3-89375-138-6
- Wegsuche – Kleine Schriften zur Theologie. (= MThA 49). Bd. I. Altenberge 1997
- Wegsuche – Kleine Schriften zur Theologie. (= MThA 49). Bd. II. Altenberge 1998
- Wiederkehr der Engel? Ein altes Thema neu durchdacht. Butzon & Bercker, Kevelaer 1991, 2. Aufl. Kevelaer 2001, ISBN 3-7666-9752-8
- Auf dem Weg zum göttlichen Geheimnis. Meditationen und theologische Besinnungen. Butzon & Bercker, Kevelaer 2000, ISBN 3-7867-8318-7
- Karl Rahner verstehen. Eine Einführung. Butzon & Bercker, Kevelaer 2002, ISBN 3-7867-8416-7
- Gott - Vater, Sohn und Heiliger Geist. 3. Auflage, Aschendorff, Münster 2005, ISBN 3-402-03431-X
- Engel - Erfahrungen göttlicher Nähe. Zusammen mit Th. Sternberg und U. Bernauer. Freiburg i. Br. 2001, ISBN 3-451-27734-4
- Karl Rahner. Gotteserfahrung im Leben und Denken. Primus, Darmstadt 2004, ISBN 3-89678-489-7; Wiss. Buchges., Darmstadt 2004, ISBN 3-534-15743-5
- Neues Theologisches Wörterbuch. Herder, Freiburg i.Br. 2000 (mit CD-ROM), 6. erweiterte Auflage, Freiburg i. Br. 2008, ISBN 3-451-29934-8
- Theologie ist Biographie. Erinnerungen und Notizen. Aschendorff, Münster 2006, ISBN 3-402-00423-2
- "... und das ewige Leben. Amen!" Christliche Hoffnung über den Tod hinaus. Aschendorff, Münster 2007 (bereits 2006 erschienen), ISBN 3-402-00228-0.
- Wiederkehr der Engel, erweiterte Neuauflage, Kevelaer 2008, ISBN 3-8367-0653-9
- Geschichte des Paradieses und des Himmels, München 2008, ISBN 3-7705-4163-4